# Encyrtoscelio mediterraneus
Encyrtoscelio mediterraneus är en stekelart som beskrevs av Virgilio Caleca 1995. Encyrtoscelio mediterraneus ingår i släktet Encyrtoscelio och familjen Scelionidae. Inga underarter finns listade i Catalogue of Life.